# Themone pais
Espèce
Themone poecila est une espèce d'insectes lépidoptères de la famille des Riodinidae et de la sous-famille des Riodininae.

## Taxonomie
Themone pais a été décrit par Jacob Hübner en 1820 sous le nom d'Helicopsis pais.

### Sous-espèces
- Themone pais pais; présent au Brésil.
- Themone pais bambino Bryk, 1953; présent au Brésil.
- Themone pais carveri (Weeks, 1906); au Venezuela
- Themone pais eutacta Stichel, 1910; au Surinam
- Themone pais paidion Stichel, 1910; présent au Pérou.
- Themone pais storthynga Stichel, 1910; présent au Pérou.
- Themone pais sublimata Stichel, 1925; présent au Brésil.
- Themone pais trivittata Lathy, 1904; présent au Pérou[1].

## Description
Themone pais est un papillon orange bordé de noir, à l'apex des ailes antérieures arrondi. Les ailes antérieures ont une bordure noire au bord costal et au bord externe, un apex noir bordé d'une tache jaune entourée de noir ce qui donne depuis la base une zone orange, une barre noire, une tache jaune et l'apex noir.
Les ailes postérieures sont orange à bordure noire du bord externe, bordure ornée d'une ligne submarginale de points jaune. Une barre noire recouvrant la cellule est absente chez Themone pais carveri
Le revers présente la même ornementation.

## Écologie et distribution
Themone pais est présent en Guyane, Guyana, au Surinam, au Venezuela, au Brésil et au Pérou.

### Biotope
Au Brésil il réside dans le bassin amazonien.

### Protection
Pas de statut de protection particulier.

## Philatélie
Un timbre de Saint Vincent et des Grenadines a été émis en 1996.